# مسارات عضلية صفاقية
المسارات العضلية الصفاقية (وتُعرف أيضًا باسم سلاسل التشريح أو مُسْتويات النسيج الضام أو المستويات الصفاقية أو السلاسل العضلية الوجهية) هي عبارة عن خطوط عظمية وأيضًا أنسجة ضامة تنتشر في جميع أجزاء الجسم، حيث تقوم بتنظيم القوى البنيوية الضرورية للحركة، كما تربط كل أجزاء الجسم. يُمكن وصف هذه المسارات بخطوط الانشدادية (الاستقامة التوتُّريّة) الموجودة في الأنسجة الضامةبالجسم.

## معلومات تاريخية
طُرِحت فكرة المسارات العضلية الصفاقية لأول مرة بواسطة توماس مايرز في مقالته التي كتبها عام 1997 بعنوان «سلاسل التشريح». وفي كتابه الذي صدر عام 2001 سلاسل التشريح - المسارات العضلية الصفاقية للمعالجين اليدوِّيين والحركيين, استخدم مصطلح «المسارات العضلية الصِفاقية» للمرة الأولى بصورة مترادفة مع مصطلح «سلاسل التشريح». وادعى مايرز قدرته على تطوير الأفكار الخاصة بالمسارات العضلية الصفاقية خلال التسعينيات كلُعْبَة يلعبها طلابه أثناء تعليمهم «التشريح الصفاقي» في معهد رولف.
كما زعم مايرز أنَّ المسارات العضلية الصفاقية وصفها اختصاصي التشريح الألماني هيرمان هيوبك وذلك في بداية ثلاثينيات القرن الماضي.

## البحوث
زعم توماس مايرز أنَّه بينما «من الممكن أنَّ تتداخل سلاسل التشريح مع المسارات في الوخز بالإبر... إلا أن هاتين الطريقتين غير مُتكافئتين.»
واقترحت دراسة أجراها الباحثان هيلين إم لانجيفين وجيسون إيه ياندو عام 2001، أنَّ تداول «الإبر الصينية يؤدي إلى إنتاج تَبَدُّلات خلوية تنتشر بجانب مُستويات النسيج الضام.» بالإضافة إلى ذلك، اقترحت الدراسة أن مسارات الإبر الصينية «تعرض على أنها بدائل تشريحية/فسيولوجية» لمستويات النسيج الضام. ولم يُشر هذا البحث إلى أعمال توماس مايرز.
وفي عام 2009، اختبر بيتر دورشير مدى تشابه المسارات العضلية الصفاقية، كما شرحها سلاسل التشريح مع 12 مسارًا قياسيًا في الوَخْز بالإبر. واستنتج أنَّ: «التشابه القوي لتوزُّع الوَخْز بالإبر والمسارات العضلية الصفاقية يُقَدِّم خطًا مُسْتَقِّلاً وتشريحيًا من البراهين التي تثبت أن المسارات الرئيسية الخاصة بالوخز بالإبر تتواجد على الأغلب في الطبقة الصفاقية في جسم الإنسان» 